# Blutsabbath
Blutsabbath è il secondo studio album della band austriaca dei Belphegor, pubblicato nel 1997.

## Tracce
1. Abschworung - 3:40
2. Blackest Ecstasy - 4:06
3. Purity Through Fire - 3:07
4. Behind the Black Moon - 3:03
5. Blutsabbath - 5:57
6. No Resurrection - 3:47
7. The Requiem of Hell - 4:14
8. Untergand der Gekreuzigten - 3:03
9. Path of Sin - 4:56